# Скорано
Скорано (итал. Scorrano) је насеље у Италији у округу Лече, региону Апулија.
Према процени из 2011. у насељу је живело 6476 становника. Насеље се налази на надморској висини од 99 м.

## Становништво
Према резултатима пописа становништва 2011. у општини је живело 6.975 становника.
| 1931. | 1936. | 1951. | 1961. | 1971. | 1981. | 1991. | 2001. | 2011. |
| ----- | ----- | ----- | ----- | ----- | ----- | ----- | ----- | ----- |
| 3.395 | 3.698 | 4.534 | 5.290 | 6.096 | 6.670 | 6.671 | 6.755 | 6.975 |